# Thierry Smolderen
Pour les articles homonymes, voir Smolderen.
Thierry Smolderen, né le 25 novembre 1954 à Bruxelles, est un scénariste de bande dessinée belge et essayiste sur l'histoire de la bande dessinée. Il use parfois du pseudonyme Smoldo.

## Biographie
Thierry Smolderen naît le 25 novembre 1954 à Bruxelles. Il étudie le cinéma d'animation à La Cambre.
Depuis 1994, Thierry Smolderen est professeur de scénario et d'histoire de la bande dessinée à l'école des Beaux-Arts d'Angoulême, devenue ensuite l'École européenne supérieure de l'image d'Angoulême – Poitiers. Il participe en 2006 à la création d'un master de bande dessinée avec l'université de Poitiers et en devient un des coordinateurs,. Il contribue à de nombreuses revues spécialisées et critiques sur la bande dessinée, comme Les Cahiers de la bande dessinée, 9e Art, Comic Art ou International Journal of Comic Art (en).

## Ouvrages et prix
Les premiers scénarios de Smolderen s'ancrent dans la science-fiction (Karen Springwell, avec Philippe Gauckler, qui présente en 1990 une vision d'un monde en réseau) et la « série B », comme dans Gipsy, avec Enrico Marini, où le lecteur est invité à suivre les pérégrinations d'un camionneur gitan du futur.
Smolderen a également créé en 2000 une série inspirée par la vie de Winsor McCay avec Jean-Philippe Bramanti. La série, prévue en six tomes à l'origine, ou cinq selon Le Temps, en compte finalement quatre. Le premier volume, La Balançoire hantée, reçoit le Prix canard de la presse lors du festival de Sierre en 2000. La série est accueillie favorablement dans 24 heures, sur ActuaBD et BD Gest'. Toujours sur Winsor McCay et pour Les Impressions nouvelles, Smolderen participe à l'album collectif Little Nemo 1905-2005, un siècle de rêves, publié en 2005.
Souvenirs de l'Empire de l'Atome, scénarisée par Smolderen et illustrée par Alexandre Clérisse, obtient le Prix de la meilleure bande dessinée de science-fiction des Utopiales en 2013, et le Grand prix de l'Imaginaire BD en 2014.
En 2017, L’Été Diabolik, bande dessinée en hommage au fumetti Diabolik, illustrée également par Alexandre Clérisse, est lauréate du Fauve Polar SNCF au Festival d'Angoulême 2017, et obtient le prix de la BD Fnac.
En 2022, Cauchemars ex machina rend hommage au polar classique en mettant en scène Margery Allingham et Ernest Bornemann.

### Naissances de la bande dessinée
Synthèse de plusieurs années de recherche, l'ouvrage Naissances de la bande dessinée est paru en 2009 aux éditions Les Impressions nouvelles. Contrairement à d'autres spécialistes de la bande dessinée, c'est au peintre et graveur anglais William Hogarth ou au romancier Laurence Sterne, plus encore qu'à Töpffer ou à Outcault, que Smolderen fait remonter la véritable origine de la bande dessinée. L'ouvrage a été adapté en anglais par les presses universitaires du Mississippi en 2014, et a été nommé pour les Eisner Awards en 2015, dans la catégorie « travaux académiques ». Il a déclenché un débat important avec Thierry Groensteen sur la question du statut de la bande dessinée dans l’œuvre de Töpffer.

## Œuvres

### Sous pseudonyme Smoldo

#### Sonic Adventures
- 1. Dans les griffes de Robotnik, La Sirène, Boulogne, octobre 1994
Scénario : Smoldo - Dessin : Mister B. - Couleurs : quadrichromie -  (ISBN 2-84045-093-3),Adaptation de jeu vidéo.

### Bande dessinée (scénario)
- Dans l'ombre du soleil t. 3 : Alia, avec Colin Wilson, Glénat, 1989.
- Les Dossiers d'Olivier Varèse, avec Enrico Marini, Alpen Publishers :

1. La Colombe de la place rouge, 1990  (ISBN 2-88302-004-3)
2. Bienvenue à Kokonino World, 1992  (ISBN 2-7316-0823-4)

- 3. Raid sur Kokonino World, Alpen Publishers, Genève, mai 1992
Scénario : Thierry Smolderen - Dessin et couleurs : Enrico Marini -  (ISBN 2-7316-1013-1)

- Convoi ™ (initialement Karen Springwell), avec Philippe Gauckler, Les Humanoïdes associés :

1. Convoi, 1990  (ISBN 2-7316-0758-0)
2. Les Prisonniers de Convoi, 1991  (ISBN 2-7316-0751-3)
3. Les Joueurs de Convoi, 1993  (ISBN 2-7316-1034-4)
4. Le Ciel de Convoi, 1995  (ISBN 2-7316-1074-3)

- Int. Convoi ™, Les Humanoïdes associés, Genève, juin 2004
Scénario : Thierry Smolderen - Dessin et couleurs : Philippe Gauckler -  (ISBN 2-7316-1273-8),Réédition en 2024  (ISBN 978-2-7316-4680-1).

- Nombre, avec Egger, Les Humanoïdes associés :

1. La Chanson de l'ogre, 1991  (ISBN 2-7316-0764-5)
2. La Maison de l'ogre, 1992  (ISBN 2-7316-1016-6)

- L'Enfer des Pelgram, avec Dominique Bertail, Delcourt, coll. « Machination » :

1. Qui marche sur ma tombe, 1998  (ISBN 2-84055-171-3)
2. Celle qui jette une ombre, 2000  (ISBN 2-84055-301-5)

- Souvenirs de l'Empire de l'Atome[32], illustrations d'Alexandre Clérisse, Dargaud, 2013  (ISBN 978-2205069303)
- L’Été Diabolik, illustrations d'Alexandre Clérisse, Dargaud, 2015
- Une année sans Cthulhu, illustrations d'Alexandre Clérisse, Dargaud, 2019.
- Cauchemars ex machina[33],[34],[35], Dargaud, Paris, 14 janvier 2022
Scénario : Thierry Smolderen - Dessin et couleurs : Jorge Gonzàlez -  (ISBN 978-2-205-08244-9)

### Essais
- Les Carnets (volés) du Major, ou les aventures de Hergé et Mœbius feuilletonistes[36], Schlirf Book, 1983 71 p.
- Hergé, portrait biographique, avec Pierre Sterckx, Casterman, 1988  (ISBN 978-2-203-01705-4)
- Thierry Smolderen, Naissances de la bande dessinée : de William Hogarth à Winsor McCay[37], Bruxelles, Les Impressions nouvelles, 2009, 141 p., ill. ; 33 cm (ISBN 9782874490828)
  - édité en anglais sous le titre Origins of Comics: From William Hogarth to Winsor McCay, University Press of Mississippi, 2014  (ISBN 9781617031496).

### Participations
- Le Mystère d'Urbicande, avec François Schuiten et Benoît Peeters, Schlirf Book, 1985
- Images de Chine : Milton Caniff[38] (dir.), Gilou / Schlirf, 1986  (ISBN 2905146087)
- Bande dessinée, récit et modernité, ouvrage collectif, sous la direction de Thierry Smolderen, éd. Hermann, 2014  (ISBN 9782705681302)

### Articles (supports variés)
- Les Cahiers de la bande dessinée, 1984-1988
- 9e Art
- Art Press.

## Distinctions
- 2013 :  Prix de la meilleure bande dessinée de science-fiction des Utopiales pour Souvenirs de l'Empire de l'Atome[11] (avec Alexandre Clérisse) ;
- 2014 :  Grand prix de l'Imaginaire BD pour Souvenirs de l'Empire de l'Atome[10] (avec Alexandre Clérisse) ;
- 2017 :
  -  Fauve Polar SNCF pour L’Été Diabolik (avec Alexandre Clérisse) au Festival d'Angoulême 2017[39] ;
  -  Prix de la BD Fnac[12] pour L’Été Diabolik (avec Alexandre Clérisse) ;
  -  Prix Maurice-Petitdidier du Prix Bédéis causa[40] pour L’Été Diabolik (avec Alexandre Clérisse) ;
  -  Prix Peng ! de la meilleure bande dessinée européenne pour L'Été Diabolik (avec Alexandre Clérisse) ;
- 2023 :  Prix René Goscinny - prix du meilleur scénariste au Festival d'Angoulême 2023[41].

#### Livres
: document utilisé comme source pour la rédaction de cet article.
- Jean Pirotte (dir.) et Luc Courtois, Du régional à l'universel. : L'imaginaire wallon dans la bande dessinée., Louvain-la-Neuve, Fondation wallonne Pierre-Marie et Jean-François Humblet, 1999, 310 p. (ISBN 978-2-9600072-3-7 et 2960007239, OCLC 1075833932), p. 251 lire sur Google Livres
- Jacques Fiérain, « Smolderen, Thierry », dans La BD à Bruxelles et en Brabant, Charleroi, Éd. l'Âge d'or, avril 2003, 144 p., ill. ; 31 cm (ISBN 9782960119664 et 2960119665, OCLC 470388171, présentation en ligne), p. 127. .

#### Périodiques
- Ronan Lancelot, « Souvenirs de l'empire de l'atome : super fiction », dBD, no 70,‎ février 2013, p. 79.
- Jean-Pierre Fuéri, « Une année sans Cthulhu : entre jeux et dieux », Casemate, no 129,‎ octobre 2019, p. 49.
- Ronan Lancelot, « Une année sans Cthulhu : lancez deux dés 10 », dBD, no 137,‎ octobre 2019, p. 76.

#### Interviews
- Thomas Bronnec, Jean-Philippe Bramanti (int.) et Thierry Smolderen (int.), « Entrez dans la quatrième dimension... Un entretien avec Thierry Smolderen et Jean-Philippe Bramanti - Auteurs de McCay », sur parutions.com, 29 juillet 2001
- Thierry Smolderen (int. par  Laurent Mélikian), « Gadjo Smoldo », BoDoï, no 22,‎ août 1999, p. 90-91.
- Thierry Smolderen et Alexandre Clérisse (interviewés par Frédérique Pelletier), « Thierry Smolderen et Alexandre Clérisse : Portrait en duo », dBD, no 98,‎ novembre 2015, p. 40-44 (ISSN 1951-4050).
- Thierry Smolderen (interviewé par Jean-Pierre Fuéri), « Case à case : Au nom du père et de Michèle - Entretien avec Thierry Smolderen », Casemate, no 88,‎ janvier 2016 (ISSN 1964-504X).
- Thierry Smolderen (interviewé) et Frédéric Bosser, « Thierry Smolderen : decademen », dBD, no 137,‎ octobre 2019, p. 42-51.